# Mölten
Mölten (italià Meltina) és un municipi italià, dins de la província autònoma de Tirol del Sud. És un dels municipis del districte i de Salten-Schlern. L'any 2007 tenia 1.450 habitants. Comprèn les fraccions de Schlaneid (Salonetto), Verschneid (Frassineto) i Versein (Vallesina). Limita amb els municipis de Gargazon, Burgstall, Jenesien, Sarntal, Terlan i Vöran.

## Situació lingüística
| Pertinença lingüística (cens 2001) | 97,09% alemany |
| Pertinença lingüística (cens 2001) | 2,77% italià   |
| Pertinença lingüística (cens 2001) | 0,15% ladí     |

## Administració

Territori comunal

| Període | Identitat   | Partit |
| ------- | ----------- | ------ |
| 2004-   | Alois Heiss | SVP    |